# Las Plassas
Las Plassas é uma comuna italiana da região da Sardenha, na província da Sardenha do Sul, com cerca de 269 habitantes. Estende-se por uma área de 11 km², tendo uma densidade populacional de 24 hab/km². Faz fronteira com Barumini, Pauli Arbarei, Tuili, Villamar, Villanovafranca.

## Demografia
| Variação demográfica do município entre 1861 e 2011                               |
|                                                                                   |
| Fonte: Istituto Nazionale di Statistica (ISTAT) - Elaboração gráfica da Wikipedia |